# Muszkatela brodawkowata
Muszkatela brodawkowata (Ducula pacifica) – gatunek średniej wielkości ptaka z rodziny gołębiowatych (Columbidae). W dwóch podgatunkach zasiedla wyspy Oceanii. Nie jest zagrożony wyginięciem.

## Taksonomia
Muszkatelę brodawkowatą naukowo opisał po raz pierwszy Johann Friedrich Gmelin w 1789 Systema Naturae. Nadał jej nazwę Columba pacifica. Holotyp pochodził z Tonga. Już wcześniej wspomniał o tym gatunku John Latham w swoim A general synopsis of birds (1783), nie nadał mu jednak nazwy naukowej, a zwyczajową, Ferruginous-vented Pigeon (dosłownie „gołąb o rdzawych okolicach kloaki”); opisał go na podstawie okazu z Tonga (znane wówczas jako Friendly Isles). Międzynarodowy Komitet Ornitologiczny (IOC) zalicza muszkatelę brodawkowatą do rodzaju Ducula, a w obrębie taksonu wyróżnia dwa podgatunki – nominatywny i Ducula pacifica sejuncta. Podgatunek D. p. sejuncta został opisany w 1943 przez Deana Amadona na łamach American Museum Novitates. Holotyp został odłowiony 24 maja 1934 na wyspie Luf (Hermit Islands, Archipelag Bismarcka).

## Podgatunki i zasięg występowania
IOC wyróżnia następujące podgatunki:
- D. p. sejuncta Amadon, 1943 – wyspy: Wuvulu, Ninigo Islands, Hermit Islands i Kaniet Islands (Archipelag Bismarcka) i Wyspy Schoutena (u wybrzeża północno-wschodniej Nowej Gwinei)
- D. p. pacifica (J. F. Gmelin, 1789) – Luizjady, południowe Wyspy Salomona (Ndai, Rennell) i pobliski atol Sikaiana na południe po Santa Cruz Islands, Vanuatu, Wyspy Lojalności i Nowa Kaledonia na wschód po Tuvalu, wyspy Feniks, Wyspy Tokelau, mniejsze wyspy Fidżi, Wallis i Futuna, Samoa, Tonga, Niue i Wyspy Cooka

Prawdopodobnie niektóre z dzisiejszych wysp, na których występują muszkatele brodawkowate, zostały przez nie skolonizowane już po przybyciu na te wyspy ludzi. Jest to jedyny gatunek gołębia występujący zarówno we wschodniej, jak i zachodniej Polinezji. 

## Morfologia
Długość ciała wynosi około 36–41 cm, masa ciała 370–420 g. Wymiary szczegółowe: długość skrzydła 222–256 mm u samców, 217–244 mm u samic; długość ogona 133–139 mm; długość skoku 30–34 mm; długość dzioba 20–26 mm.
Woskówka jest wyraźnie powiększona, czarna. Pióra u nasady dzioba mają barwę kremowożółtą, na czole barwa przechodzi w ciemnopopielatą, podobnie na kantarku, wierzchu głowy i szyi. Kark łupkowoszary, wizualnie wyraźnie oddzielony od ciemnego, zielonego grzbietu, barkówek i skrzydeł; pod pewnymi kątami pióra te połyskują ciemnoniebiesko lub brązowo. Lotki I rzędu są ciemniejsze i mniej połyskliwe. Sterówki ciemniejsze i bardziej niebieskie od grzbietu, zielony połysk ograniczony jest do krawędzi i końcówek. Broda i nasada żuchwy mają barwę kremowożółtą, pokrywy uszne i gardło są popielatożółte. Pierś nieco ciemniejsza, ma wyraźny winny odcień. Ciemniejszy jest on dalej w tył, na brzuchu, u niektórych osobników wygląda bardziej rdzawobrązowo. Boki i nogawice są zazwyczaj smoliście szare, mogą być rdzawobrązowe. Pokrywy podogonowe mają kolor kasztanowy, matowy. Spód skrzydeł czarniawy. Tęczówka szkarłatna lub ciemnobrązowa. Obrączka oczna szara, bardzo wąska. Dziób czarny. Nogi jaskrawe, pomarańczowoczerwone.

## Ekologia i zachowanie
Muszkatele brodawkowate zamieszkują przeważnie niewielkie wysepki o niskiej wysokości maksymalnej nad poziomem morza i różnorodne obszary zadrzewione. Zasiedlają zarówno pierwotne lasy, zarośla wtórne, parki, suche lasy na wybrzeżach, zakrzewienia, jak i obszary upraw oraz porzucone plantacje palm kokosowych. Jest to głównie gatunek nizinny, jednak na większych wyspach pojawia się niekiedy także w lasach górskich; na Vanuatu odnotowywano te gołębie na 1000 m n.p.m. i wyżej. Lot jest szybki i prosty. Na Fidżi muszkatele brodawkowate występują na 30 wyspach wolnych od krogulców rdzawoszyich, jednak nie występują na żadnej, gdzie pojawiają się te drapieżniki.

### Pożywienie
W tropikalnej części Pacyfiku muszkatele brodawkowate pełnią ważną funkcję w ekosystemie, roznosząc nasiona z owoców (endochoria) na znaczne odległości. W przypadku wysp Tonga na krótkie dystanse nasiona przenosić mogą kraby i zawleczone na wyspy szczury (choć większość nasion ulega zniszczeniu), jednak na większe odległości nasiona przenoszą tylko dwa gatunki: muszkatela brodawkowata i rudawka pacyficzna (Pteropus tonganus). Muszkatele brodawkowate żywią się owocami, wybierają te o średnicy od 3 do 30 mm, w tym owoce figowców, Inocarpus fagifer, Guettarda speciosa, jagodlinu wonnego (Cananga odorata), Dysoxylum, Scaevola, muszkatołowców (Myristica), Endospermum, Fagraea baeteroana i sumaków (Rhus). Owoce są zbierane przez muszkatele wprost z drzew. Gołębie te prowadzą nomadyczny tryb życia i podróżują z wyspy na wyspę, zależnie od pór owocowania roślin. Na Tonga stwierdzono w pokarmie muszkateli brodawkowatych owoce z 38 gatunków z 24 rodzin. Większość z tych owoców ma barwę czerwoną, niebieską lub czarną, co odzwierciedla dominujące kolory owoców na Tonga. Jedynym dowodem na preferowanie owoców określonych kolorów było niewybieranie przez te gołębie owoców brązowozielonych. Prócz owoców stwierdzono odżywianie się pączkami liściowymi Maniltoa grandiflora i kwiatami nieoznaczonego gatunku. Muszkatele brodawkowate często są widywane podczas żerowania pojedynczo lub w parach, jednak odnotowywano i stada liczące ponad 50 osobników. Są to głównie nadrzewne ptaki, jednak w razie suchszych warunków schodzą na ziemię by napić się lub żerować.

### Lęgi
Na Vanuatu większość gniazd znajdywano we wrześniu i styczniu, niektóre w czerwcu i sierpniu. Ptaki na Samoa prawdopodobnie rozmnażają się w środku roku, a w Polinezji odławiano ptaki w kondycji rozrodczej w sierpniu i wrześniu. Gniazdo to platforma z patyków i liści umieszczona na liściastej gałęzi. W zniesieniu jest jedno białe jajo, czasem dwa. Oba ptaki z pary wysiadują jaja i opiekują się młodymi.

## Status i zagrożenia
IUCN uznaje muszkatelę brodawkowatą za gatunek najmniejszej troski (LC, Least Concern) nieprzerwanie od 1988 (stan w 2016). BirdLife International uznaje ogólny trend populacji za spadkowy ze względu na niszczenie środowiska.